# Kolarstwo na Letnich Igrzyskach Olimpijskich 1896 – jazda indywidualna na czas

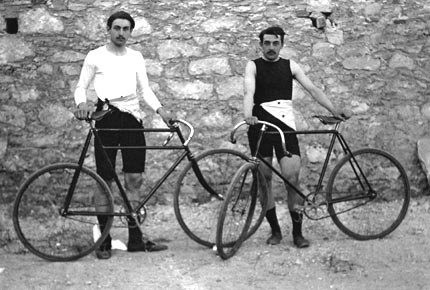
Z lewej Paul Masson – mistrz olimpijski.

Jazda indywidualna na czas – konkurencja kolarska na igrzyskach olimpijskich w 1896 roku, w której udział wzięło ośmiu zawodników. Zawody rozgrywano na stadionie Neon Phaleron Velodrome. 
Trasa liczyła dokładnie jedno okrążenie (333 i ⅓ m). Francuz Masson wygrał z wyraźną przewagą; Zawodnicy na drugim miejscu dojechali w tym samym czasie do mety (Grek Nikolopulos i Austriak Schmal). O drugiej pozycji zadecydował wyścig barażowy, w którym o ponad sekundę lepszy okazał się reprezentant Grecji.

## Wyniki
| lp. | Zawodnik              | Kraj                 | Wynik | Uwagi   |
| --- | --------------------- | -------------------- | ----- | ------- |
| 1.  | Paul Masson           | Francja              | 24.0  |         |
| 2.  | Stamatios Nikolopulos | Królestwo Grecji     | 26.0  | d. 25.4 |
| 3.  | Adolf Schmal          | Austria              | 26.0  | d. 26.6 |
| 4.  | Edward Battell        | Wielka Brytania      | 26.2  |         |
| 5.  | Frank Keeping         | Wielka Brytania      | 27.0  |         |
| 5.  | Theodor Leupold       | Cesarstwo Niemieckie | 27.0  |         |
| 5.  | Léon Flameng          | Francja              | 27.0  |         |
| 8.  | Joseph Rosemeyer      | Cesarstwo Niemieckie | 27.2  |         |